# グゼリアン
| 累代        | 代     | 紀           | 基底年代 Mya |
| ----------- | ------ | ------------ | ------------ |
| 顕生代      | 新生代 | 第四紀       | 2.58         |
| 顕生代      | 新生代 | 新第三紀     | 23.03        |
| 顕生代      | 新生代 | 古第三紀     | 66           |
| 顕生代      | 中生代 | 白亜紀       | 145          |
| 顕生代      | 中生代 | ジュラ紀     | 201.3        |
| 顕生代      | 中生代 | 三畳紀       | 251.902      |
| 顕生代      | 古生代 | ペルム紀     | 298.9        |
| 顕生代      | 古生代 | 石炭紀       | 358.9        |
| 顕生代      | 古生代 | デボン紀     | 419.2        |
| 顕生代      | 古生代 | シルル紀     | 443.8        |
| 顕生代      | 古生代 | オルドビス紀 | 485.4        |
| 顕生代      | 古生代 | カンブリア紀 | 541          |
| 原生代      | 原生代 | 原生代       | 2500         |
| 太古代      | 太古代 | 太古代       | 4000         |
| 冥王代      | 冥王代 | 冥王代       | 4600         |
| 1. 2. 3. 4. |        |              |              |

グゼリアン（英: Gzhelian）は、国際層序委員会によって定められた地質学用語である、地質時代名の一つ。3億370万年前（誤差10万年）から2億9890万年前（誤差15万年）にあたる、石炭紀ペンシルバニアン亜紀（後期石炭紀）の後期を二分した後期である。前の期は後期石炭紀後期の前期カシモビアン、続く期は前期ペルム紀の最初の期アッセリアン。模式地はロシアのモスクワ郊外に位置する。グーゼリアンとも。

## 命名と定義
グゼリアンの基底はフズリナ目の属ダイクシナやジングリテスおよびルゴソフズリナの初出現、あるいはコノドント Streptognathodus zethus の初出現で定義される。グゼリアン階の最上部、すなわちペルム系の基底はコノドントStreptognathodus isolatus の初出現で定義される。
2020年4月現在、グゼリアンの国際標準模式層断面及び地点(GSSP)は定められていない。候補はロシアのバシコルトスタン共和国ステルリタマクの北東約60キロメートルに位置する、Krasnoussolsky村の端を流れるベラヤ川支流ウソルカ川 (Ussolka River) 沿いに位置する。

## 環境
グゼリアンからペルム紀前期2番目の期サクマーリアンにかけては、ゴンドワナ大陸でゴンドワナ氷床が最も範囲を広げていた時期であった。日本の山口県に分布する秋吉帯の石灰岩には、低緯度に生息していた海綿動物の減少や高緯度の Palaeoapysina の増加が記録されている。造礁生物でもある普通海綿綱 chaetetids は後期石炭紀後期ペンシルバニアン亜紀から前期ペルム紀まで産出しておらず、造礁生物群集が気候変動の打撃を大きく受けた時代でもある。また、同じく秋吉帯の石灰岩のP2O5の含有量から、グゼリアンは前期ペンシルバニアン亜紀（バシキーリアン）や中期（モスコビアン）ほど富栄養環境ではなかったことが示唆されている。

## 日本において
山口県美祢市に分布する秋吉帯の秋吉石灰岩のグゼリアン階からアッセリアン階では、背礁側では極めて少ないものの礁中核部で普遍的に外肛動物の化石が確認できる。同じく秋吉帯に属する帝釈石灰岩は宇山野累層の Triticites contractus 帯（上部グゼリアン階 - 下部アッセリアン階）から4属のアンモナイトが記載されており、うち従来グゼリアン階から産出するものは Shumardites と Vidrioceras の2属である。